# Trox capensis
Trox capensis är en skalbaggsart som beskrevs av Clarke H. Scholtz 1979. Trox capensis ingår i släktet Trox och familjen knotbaggar. Inga underarter finns listade i Catalogue of Life.

## Bildgalleri

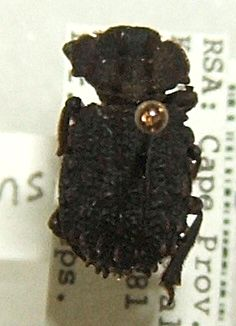